# Егејска цивилизација
Егејска култура или критско-микенска култура, егејска цивилизација, је назив за цивилизације бронзаног доба 3000-1000. п. н. е.  на острвима Егејског мора, Криту, у копненој Грчкој и Малој Азији (Анадолија).
Први центри културе откривени су ископавањима Хајнриха Шлимана у Микени 1876, Артура Еванса на острву Крит 1899. Од 19. века истражено је неколико стотина локалитета: гробља, насеља, велики градови као што су Полиочни на острву Лимнос са каменим зидом високим 5 м, Филакопи на острву Милос; краљевске резиденције - Троја, палате на Криту (Кнос, Малија, Фест), акропољ у Микени.
Најпознатије археолошке културе овог периода су минојска, или критска, и микенска, по којима је добила име, али постоји и неколико локалних култура, посебно [[Кикладска цивилизација|кикладска и хеленска.

## Периодизација
Критско-микенски период (крај 3. -2. миленијум п. н. е.): минојска и микенска цивилизација; појава првих државних формација; развој пловидбе; успостављање трговинских и дипломатских контаката са цивилизацијама Древног истока; појава оригиналног писања. За Крит и копнену Грчку у овој фази разликују се различити периоди развоја, јер се на острву Крит, где је тада живело негрчко становништво, државност развила раније него у балканској Грчкој, која је тек крајем 3. миленијум пре нове ере. освојена од стране ахејских Грка.

#### Минојска цивилизација (Крит):
- Рани минојски период (30.-23 век пре нове ере): доминација племенских односа, почетак развоја метала, почеци заната, развој пловидбе, релативно висок ниво аграрних односа.
- Средњи минојски период (22.-18. век пне; период „старих“ или „раних“ палата): појава раних државних формација у различитим деловима острва, изградња монументалних дворских комплекса, појава раних облика писања .
- Касни минојски период (17.-12. век пре нове ере): стварање морске силе Миноса, уједињење Крита, широк обим трговачких активности Крита у Егејском мору, процват монументалне градње („нове“ палате у Кнососу, Малиа, фаистос), активни контакти са древним источним државама. Природна катастрофа средином 14. века пре нове ере (Минојска ерупција) изазива пропадање минојске цивилизације, што је створило предуслове за освајање Крита од стране Ахејаца.

#### Хеладска цивилизација (Балканска Грчка):
- Рани хеладски период (30.-21. век пре нове ере): доминација племенских односа у Балканском полуострву међу предгрчким становништвом, појава првих великих насеља и протопалатских комплекса.
- Средњи хеладски период (20.-17. век пре нове ере): насељавање на југу Балканског полуострва првих таласа говорника грчког језика – Ахејаца, праћено благим смањењем укупног нивоа друштвено-економског развоја Античке Грчке; почетак распадања племенских односа код Ахејаца.
- Касни хеладски период (16. - 12. век пре нове ере; микенска цивилизација): појава раног класног друштва код Ахејаца; формирање производне привреде у пољопривреди; настанак низа државних формација са центрима у Микени, Тиринсу, Пилосу, Теби итд.; формирање оригиналног писања; успон микенске културе. Ахајци покоравају Крит и уништавају минојску цивилизацију. У 12. веку. пре нове ере долазе нове племенске групе - Доријана, што повлачи за собом смрт микенске државности, почетак грчког мрачног доба и следећи историјски период.

Поред овог, постоје и други периоди.

#### Културна класификација
Постоји неколико локалних археолошких култура (цивилизације које су део егејске цивилизације):
- Солунска цивилизација,
- Македонска цивилизација,
- Западноанадолска цивилизација (Троја, Бејџесултан, Лимантепе),
- Хеленска цивилизација,
- Кикладска цивилизација,
- Минојска цивилизација.
- Микенска цивилизација

Хронолошки, ове цивилизације се обично деле на три главна периода: рани, средњи и касни; сваки период - у три подпериода (I, II, III; на пример, раноминојски I, средњи Солун III и тако даље).

## Развој цивилизације
Развој егејске цивилизације био је неуједначен, њени центри су у различитим временима доживљавали епохе опадања и просперитета. Процес формирања егејске цивилизације био је сложен и дуготрајан: цивилизације западне Анадолије и централне Грчке настале су на основу локалног неолита; на острвима источног дела Егеја, цивилизација Троје је имала велики утицај; тицај западне Анатолије био је јак и на осталим острвима.
Градови утврђени зидовима са кулама и бастионима, са јавним зградама и храмовима појавили су се у западној Анадолији 3000-2000. п. н. е.; утврђена насеља у копненој Грчкој – крајем 2300-2000. п. н. е.; на Криту нису пронађене тврђаве.
Око 2300. п. н. е. Пелопонез и северозападна Анадолија преживели су инвазију непријатеља, о чему сведоче трагови пожара и разарања у насељима. Под утицајем освајача (могуће индоевропског порекла) до 2000-1800. п. н. е. материјална култура копнене Грчке, Троје и неких острва се променила.
На Криту, који нису уништили освајачи, минојска цивилизација је наставила да се развија; прво 2000-1800. п. н. е. појавило се хијероглифско писмо, од 1600. године пре нове ере. - Линеар А.
На Кикладима и Додеканезу су се развиле сопствене културе, иако су биле под утицајем Минојаца, али су задржале оригиналне карактеристике и, очигледно, имале другачије порекло.
Средње бронзано доба (2000—1500. п. н. е.) је период највеће консолидације егејске цивилизације, о чему сведочи извесно јединство материјалне културе: керамике, металних производа и др.
Око 1600. године п.н.е инвазија нових племена (могуће Ахејаца) на копнену Грчку, чији су ратници користили ратна кола, означила је почетак настанка малих држава микенског периода у близини других центара – Микене, Тиринта, Орхомена.
Око 1470. п. н. е. неки центри егејске цивилизације (нарочито Крит) страдали су од ерупције вулкана Санторини. На Криту се појавило ахејско (микенско) становништво које је донело нову културу и Линеар Б.
Од 1220. године п.н.е егејска цивилизација доживљава дубоку унутрашњу кризу, коју прати инвазија Доријана и „народа мора“, одводећи егејску цивилизацију у смрт.

## Уметност егејске цивилизације
Егејску уметност карактерише транзиција главне улоге у њеном развоју са једног подручја егејског света на друго, додавањем локалних стилова, односима са уметношћу старог Египта, Сирије и Феникије. У поређењу са уметничким културама Древног истока, егејска уметност је више секуларна.

### Кикладска уметност
Међу споменицима 3000-2000. п. н. е. издваја се погребна пластика Киклада – „кикладски идоли” – мермерне фигурице или главе (фрагменти статуа) геометризованих, лаконских, монументалних облика са јасно дефинисаном архитектоником (фигуре налик на виолину, голе женске фигурине).

### Критска уметност
Отприлике од 2300-2200. п. н. е. Крит је постао главни центар уметничке културе (процват 2000-1500. п. н. е.). Уметност Крита проширила је свој утицај на Кикладе и копнену Грчку. Највећа достигнућа критских архитеката су палате (отворене у Кнососу, Фестосу, Малији, Като-Закро), у којима је комбинација великих хоризонталних квадрата (дворишта) и комплекса двоспратних или троспратних соба, светлосних бунара, рампи, степеница. ствара ефекат живописног преливања простора, емоционално богате уметничке слике засићене бескрајном разноликошћу утисака. На Криту је створен својеврсни тип стуба, који се шири према горе. У ликовној и декоративној уметности Крита, орнаментални и декоративни стил (2000—1700. п. н. е., који је достигао савршенство у сликању ваза) замењен је 1700-1500. п. н. е. конкретнији и непосреднији пренос слика флоре и фауне и човека; до 1400. године пре нове ере расте конвенционалност и стилизација.

### Ахајска уметност
1700-1200 пре нове ере - период високог процвата уметности ахејске Грчке. Утврђени градови (Микена, Тиринт) подигнути су на брдима, са моћним зидовима од киклопског зида (од камених блокова до 12 тона) и распоредом на два нивоа: доњи град (станиште становништва периферије) и акропољ са владарском палатом. У архитектури станова (палате и куће, као на Криту, грађене су на каменим постољима од ћерпића са дрвеним сноповима), формира се тип правоугаоне куће са тријемом - мегарон, прототип старогрчког храма. Најбоља ископана палата у Пилосу. Издвајају се куполасте гробнице округлог облика.